# Denis Pušilin

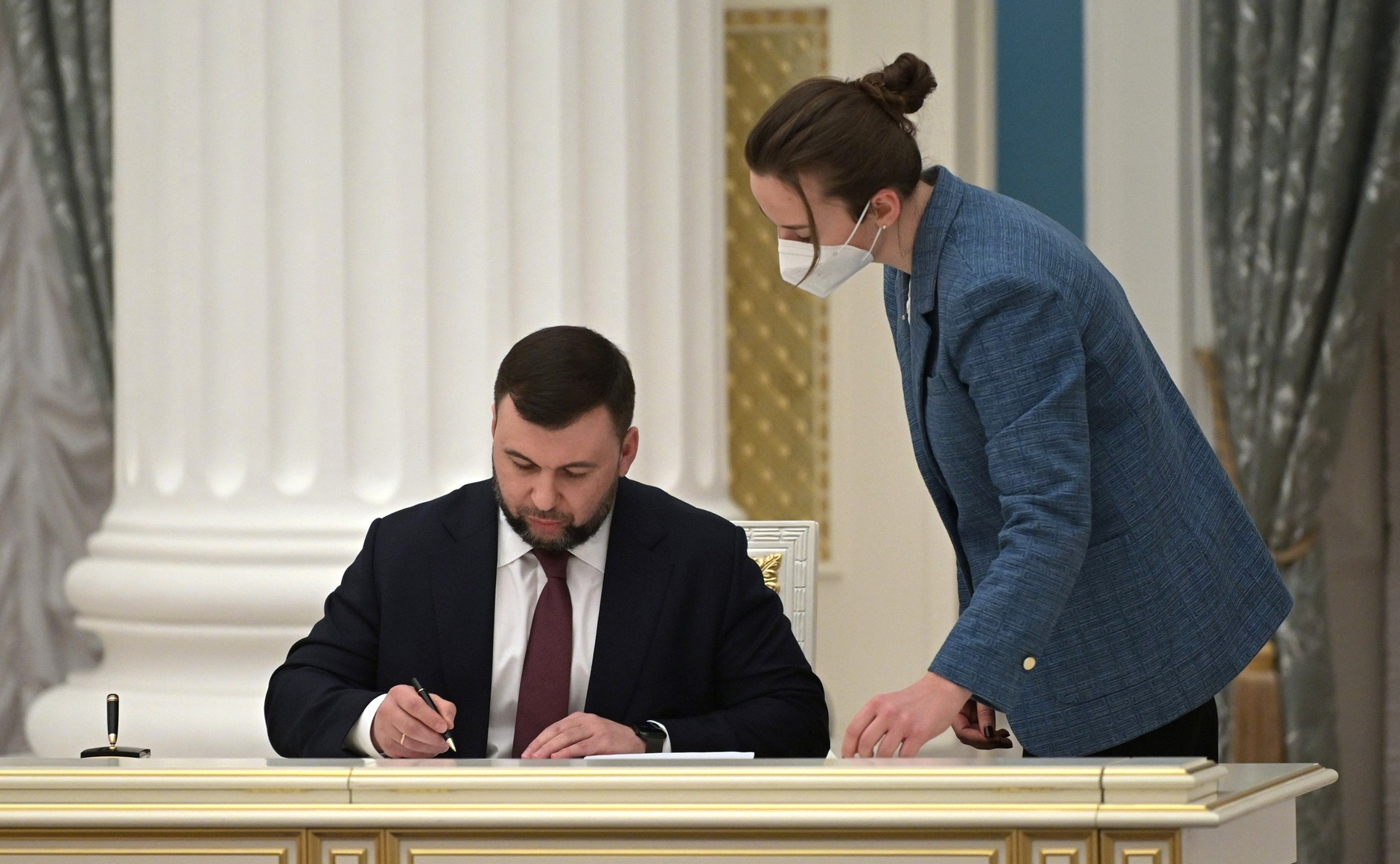
Pušilin firma il riconoscimento della Repubblica Popolare di Doneck da parte della Russia il 21 febbraio 2022

Denis Vladimirovič Pušilin (in russo Денис Владимирович Пушилин?; in ucraino Денис Володимирович Пушилін?, Denys Volodymyrovyč Pušylin; Makeevka, 9 maggio 1981) è un politico ucraino naturalizzato russo, attuale Capo della Repubblica Popolare di Doneck, territorio ucraino sotto occupazione da parte della Federazione Russa.
Prima del suo coinvolgimento in politica ha gestito una truffa finanziaria, collegata al fallimento dell'azienda MMM.
Capo della Repubblica Popolare di Doneck e comandante supremo delle forze armate della RPD dal 7 novembre 2018, è ricercato dalle autorità ucraine per collaborazionismo, separatismo, alto tradimento e terrorismo.
Dal 2021 è membro del partito di governo russo Russia Unita.

## Biografia
Pušilin nacque il 9 maggio 1981 nella città di Makïivka, la terza più grande dell'oblast' di Donec'k, nell'allora Repubblica Socialista Sovietica Ucraina. I genitori, Vladimir Pušilin e Valentina Chasanova, erano entrambi operai metallurgici.
Si diplomò nel 1998 al Liceo di Makïivka. L'anno seguente prese parte al servizio di leva nella Guardia nazionale ucraina in Crimea. Dopo aver lasciato l'esercito si iscrisse all'Accademia nazionale di ingegneria civile e architettura del Donbass, nella facoltà di Economia aziendale, dove però non conseguì la laurea, trovando un impiego nel 2002 nella società commerciale Solodke žittija.
Pusilin è sposato con Irina e ha una figlia, Kira.

## Attività politica
L'attività politica di Pusilin iniziò nel 2012, quando divenne membro del partito Abbiamo un obbiettivo, sponsorizzato dalla società per la quale lavorava, la MMM2011. Il progetto politico si rivelò però un fallimento, si candidò alle elezioni parlamentari del 2012 dove ottenne risultati irrisori. Il suo coinvolgimento in MMM a partire dal 2011 e fino al 2014 lo ha visto gestire una enorme truffa secondo lo schema di Ponzi.
In seguito entrò a far parte del partito Repubblica di Doneck, del quale scalò in fretta i vertici, divenendo il 5 aprile 2014 vice-governatore di Donec'k, il 7 aprile stesso venne proclamata l'indipendenza della Repubblica Popolare di Donetsk, della quale era co-presidente del governo ad interim, assieme ad Aleksandr Zacharčenko.
Il 15 maggio venne eletto presidente del Consiglio del Popolo, lasciando poi l'incarico in luglio per divenire coordinatore del "Fronte popolare di Novorossija", progetto che puntava ad unire in una federazione le regioni di Donetsk, Luhans'k, Charkiv, Zaporižžja, Dnipropetrovs'k, Odessa, Mykolaïv e Cherson. Il progetto venne accantonato dopo appena un anno per via dell'imperversare della Guerra del Donbass. Pusilin ritornò così a rioccupare la carica di presidente del Consiglio del Popolo nel settembre 2015.
Il 31 agosto 2018 Zacharčenko venne ucciso lasciando così vuota la carica di capo di stato, assunta ad interim da Dimitrij Trapeznikov sino alle elezioni tenutesi l'11 novembre dello stesso anno, che videro la vittoria di Pusilin con il 60,85% dei voti. Assunse così la guida di Donetsk nella Guerra del Donbass, e perseguì nella politica di avvicinamento alla Russia.
Il 4 dicembre 2021 ufficializza i legami con Vladimir Putin, diventando membro del partito Russia Unita, avendo così due tessere di partito. Assieme al presidente della Repubblica di Lugansk, Leonid Pasečnik, firmò poi, il 21 febbraio 2022, un accordo di amicizia, cooperazione e assistenza reciproca con la Russia, che garantì il riconoscimento ufficiale delle due Repubbliche da parte di Putin.

## Sanzioni
Il 29 aprile 2014 è stato inserito nell'elenco delle persone soggette a sanzioni, con divieto di ingresso e congelamento dei beni nell'Unione Europea. 
Seguì poi il 12 maggio l'inserimento nell'elenco delle persone soggette a sanzioni da parte del Canada e il 20 giugno da parte degli Stati Uniti e poi ancora Australia, Svizzera, Liechtenstein e Norvegia.
È inoltre ricercato dalle autorità ucraine con l'accusa di "Aver commesso atti con l'obiettivo di modificare o rovesciare con la forza l'ordine costituzionale o di impadronirsi del potere statale" (articolo 109 comma 1 del Codice penale ucraino ).